# Peter Tschernegg
Peter Tschernegg (ur. 23 lipca 1992 w Deutschlandsbergu) – austriacki piłkarz grający na pozycji środkowego pomocnika w austriackim klubie TSV Hartberg.

## Kariera
Tschernegg jako junior grał w drużynach St. Nikolai Jugend oraz Sturm Graz. Następnie występował w rezerwach Sturmu, a także w SV Grödig. W latach 2014–2017 był zawodnikiem Wolfsbergera AC, klubu grającego w najwyższej lidze w Austrii. W latach 2017–2019 grał dla szwajcarskiego klubu FC Sankt Gallen. 12 stycznia 2019 został zawodnikiem TSV Hartberg.